# Lushnja

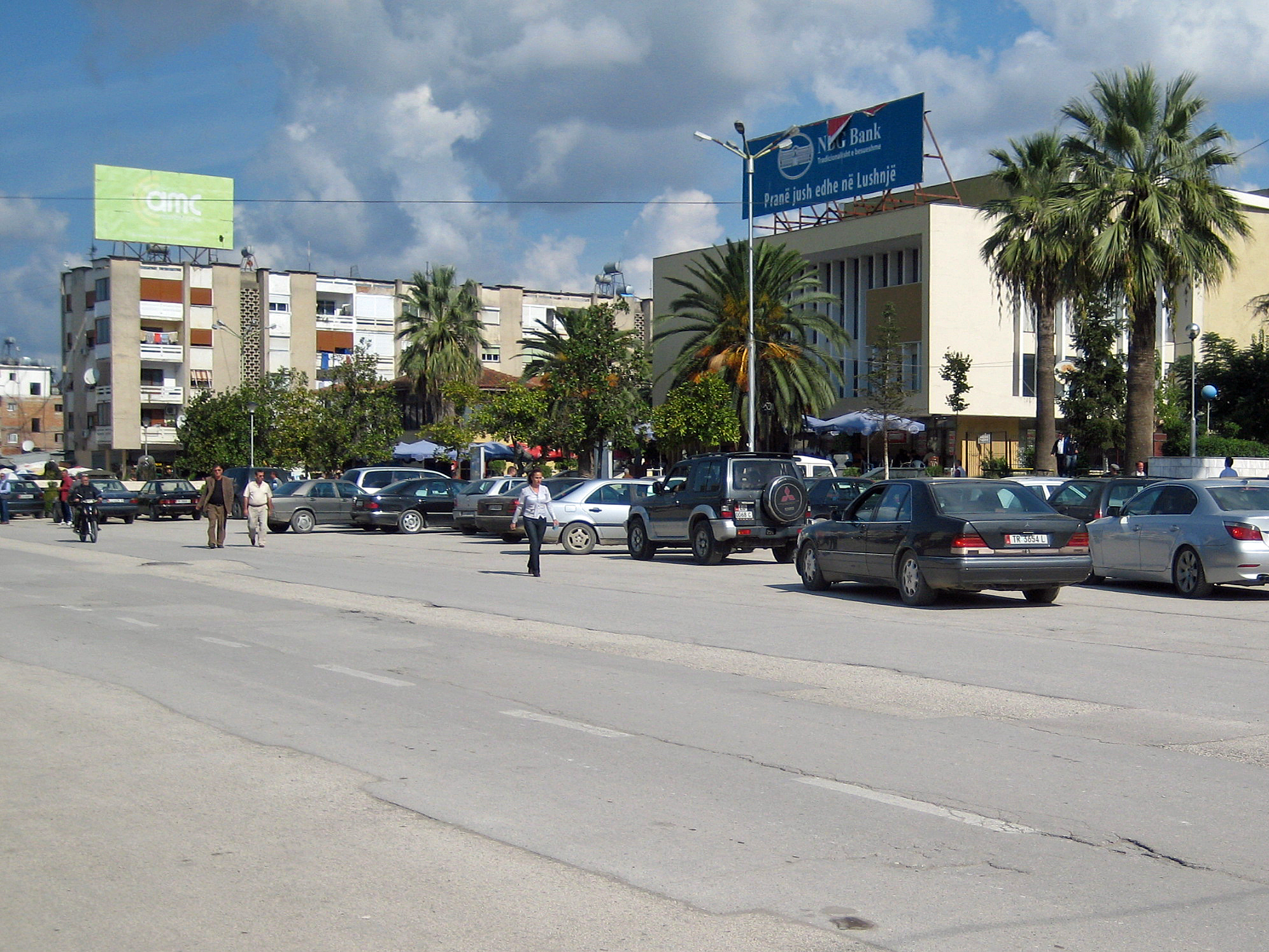
Torget i centrala Lushnja.

Lushnja (albanska: Lushnjë med böjningsformen Lushnja) är ort och kommun i Fier prefektur i Albanien,  80 km norr om Albaniens huvudstad Tirana. Staden har 50 000 invånare. Lushnja har goda vägförbindelser med huvudstaden och övriga städer i omgivningarna. 
Lushnja är en hamnstad och en viktig turistort. De två största attraktionerna är kyrkan i Ardenica och den 12 km långa stranden Divjaka (Divjakë).
Från Lushnja kom den legendariska sångerskan Vaçe Zela (1939-2014).